# 瑪利歐·西加列
瑪利歐·阿諾·西加列（英語：Mario Arnold Segale，1934年4月30日—2018年10月27日）是一名美國商人和房地產開發商。自1950年代以來，他一直參與西雅圖地區的各種開發項目。任天堂的著名電子遊戲角色瑪利歐是以他的名字來命名，而他的公司當時正在出租一個倉庫給任天堂。

## 逝世
西加列於2018年10月27日在華盛頓州塔克維拉的家中去世，享年84歲，死因未明確。他留下妻子Donna Segale、四個孩子（Lisa Atkins、Mark Segale、Tina Covey和Nita Johnson），以及九個外孫。